# لمبت أولفساك
لمبت أولفساك (بالإستونية: Lembit Ulfsak)‏ هو مخرج وممثل إستوني (وحمل سابقاً جنسية الاتحاد السوفيتي)، ولد في 4 يوليو 1947 في إستونيا، وتوفي في 22 مارس 2017 بتالين في إستونيا. بدأ مشواره المهني سنة 1969، ومن الجوائز التي نالها Order of the White Star ‏.

## جوائز
- Order of the White Star [الإنجليزية]‏

## وصلات خارجية
- لمبت أولفساك على موقع IMDb (الإنجليزية)
- لمبت أولفساك على موقع ألو سيني (الفرنسية)
- لمبت أولفساك على موقع ميوزك برينز (الإنجليزية)
- لمبت أولفساك على موقع أول موفي (الإنجليزية)
- لمبت أولفساك على موقع قاعدة بيانات الأفلام السويدية (السويدية)
- لمبت أولفساك على موقع ديسكوغز (الإنجليزية)
- لمبت أولفساك على موقع قاعدة بيانات الفيلم (الإنجليزية)
- لمبت أولفساك على موقع كينوبويسك (الروسية)